# Jeremy Lloyd
Jeremy Lloyd, född 22 juli 1930 i Danbury i Essex, död 23 december 2014 i London, var en brittisk (engelsk) manusförfattare och skådespelare, mest känd för att ha skapat serien 'Allå, 'allå, 'emliga armén tillsammans med David Croft. Han var gift fyra gånger, bland annat ett kort tag 1970 med skådespelerskan Joanna Lumley.